# Liechtenstein i olympiska vinterspelen 1968
Liechtenstein deltog med 9 deltagare vid de olympiska vinterspelen 1968 i Grenoble. Ingen av landets deltagare erövrade någon medalj.